# Tricyphona (Tricyphona) simplicistyla
Tricyphona (Tricyphona) simplicistyla is een tweevleugelige uit de familie Pediciidae. De soort komt voor in het Nearctisch gebied.